# 故郷よ
『故郷よ』（こきょうよ、La Terre outragée）は、2011年のフランス・ウクライナ・ポーランド・ドイツのドラマ映画。監督はミハル・ボガニム、出演はオルガ・キュリレンコとアンジェイ・ヒラなど。1986年4月26日に起きたチェルノブイリ原子力発電所事故によって人生を激変させられることになった人々の悲痛な姿を描いた人間ドラマである。
第68回ヴェネツィア国際映画祭をはじめ、世界各国の様々な映画祭で上映され、日本では2011年10月の第24回東京国際映画祭で『失われた大地』のタイトルで上映された後、2013年2月9日から一般劇場公開された。

## ストーリー
1986年4月26日、チェルノブイリから3kmの町プリピャチ。アーニャは消防士のピョートルと結婚式を挙げる。その披露宴の最中、ピョートルは「山火事の消火活動」のために呼び出され、そのまま二度と戻ることはなかった。10年後、残されたアーニャは制限区域のガイドとなる。また、フランス人のパトリックと婚約していながら、ピョートルの親友だったディミトリとも関係を持っている。パトリックと共にこの地を去ることを願う一方で、子供を諦めざるを得ないばかりか、髪が抜け始めている自分の身体の状態や生まれ故郷からの離れがたい想い、残される年老いた母の存在にアーニャの心は揺れる。そして、かつてピョートルと行くはずだったオデッサにパトリックとやって来たアーニャは、2人で幸せな時を過ごしながらも、一方的にパトリックに別れを告げて戻って来る。
その日、原発技師のアレクセイは事故の一報を受け、すぐに妻レナと幼い息子ヴァレリーを逃がすが、守秘義務から事故が起きたことを誰にも言えず、街中で雨に当たらないようにと人々に傘を配ることしかできない。その後、アレクセイは行方不明となり、事故の影響で亡くなったとされる。しかし、16歳になったヴァレリーは父の死を信じることができず、事故で亡くなった人々の家族とともに参加した慰霊ツアーの最中に抜け出し、かつて住んでいた家に行くと、父へのメッセージとして現在の住まいを壁に記す。実はアレクセイは生きていたのだが、正気を失い、周りの人々に名前を訊いて記録し続けていた。ヴァレリーは放射線被曝の研究対象となっている自分と幼なじみの境遇や故郷を失った思いを作文にして同級生の前で語る。
上記のストーリーと並行し、事故後もプリピャチに住み続けている森林警備員の老人ニコライの姿や、武器を持ったタジキスタン難民の子連れの家族が放射能の危険を知りながらも「人間の方が恐ろしい」として空き家に勝手に住み始めるなどのエピソードが描かれる。

## キャスト
- アーニャ: オルガ・キュリレンコ - 新婚の妻。後に被災地の観光ガイドに。
- アレクセイ: アンジェイ・ヒラ（ポーランド語版） - 原発の技師。
- ヴァレリー（16歳）: イリヤ・イオシフォフ（ロシア語版） - アレクセイの息子。
- ディミトリ: セルゲイ・ストレルニコフ（ウクライナ語版） - アーニャの幼なじみで夫ピョートルの友人。
- ニコライ: ヴャチェスラフ・スランコ（ウクライナ語版） - 森林警備員。事故後もプリピャチに住み続ける老人。
- パトリック: ニコラ・ヴァンズィッキ（フランス語版） - アーニャのフランス人の婚約者。
- ピョートル: ニキータ・エンシャノフ - アーニャの夫。大量被曝で亡くなる。
- アーニャの母: タチアナ・ラスカゾワ（ロシア語版）
- カリーネ: ジュリア・アルタモノフ - 被災地ツアーに参加した女子学生。
- レナ: ナタリヤ・バルチェヴワ - アレクセイの妻、ヴァレリーの母。

## 作品の評価
アロシネによれば、フランスの21のメディアによる評価の平均点は5点満点中3.7点である。